# Площадь Свободы (Минск)
Площадь Свободы (бел. Плошча Свабоды) — одна из центральных площадей в Минске, Беларусь. Расположена на возвышенном берегу реки Свислочь.

## Название
В XVII веке площадь назвали Рынок, иногда Новый рынок. В XVIII веке площадь получила название Высокий рынок, в XIX веке — Высокая площадь, иногда Верхний рынок.
В 1860-х гг. Высокий рынок получает новое название — Соборная площадь. Впервые это название появляется в документах начиная с 1866 года. Однако на протяжении 1870—1880 гг. продолжало употребляться и старое название.
Городская легенда, утверждающая, что в 1901 году площадь переименована в площадь Свободы в связи с тем, что в её центре был установлен памятник Александру II Освободителю, недостоверна. На самом деле переименование произошло по решению Минской городской Думы в марте 1917 года в связи с Февральской революцией.

## История
Возникла в начале XVI века как административный, торговый и культурный центр города.
В центре площади с 1884 по 1886 г. находилось первое деревянное здание минского цирка, известное под названием цирк Никитина, где проходили выступления цирковых артистов и театральные представления.
27 января 1906 года на Соборной площади революционеры И. Пулихов и И. Измайлович совершили неудачное покушение на минского губернатора П. Г. Курлова и полицмейстера Д. Д. Норова.
В январе 1901 года в центре площади был открыт памятник императору Александру II, созданный на добровольные пожертвования минчан. В сентябре 1915 года, при приближении к городу немецких войск, бюст был демонтирован с постамента и эвакуирован. Дальнейшая его судьба неизвестна. После революции 1917 года на его месте по проекту минского архитектора и скульптора О. Краснопольского установлен памятник «Солдат-революционер». В феврале 1918 года во время немецкой оккупации скульптура была разрушена. 1 мая 1921 года на месте памятника появляется обелиск имени Минского Совета. Сооружение, вероятно, было построено из недолговечных материалов и затем разобрано. В 1927 году на этом месте был установлен памятник Гиршу Леккерту работы скульптора Абрама Бразера, однако позднее, в 1937 году, на волне чисток «большого террора», был снесён. В 1939 году здесь был построен фонтан, фрагменты которого сохранились и по сей день.
В годы Великой Отечественной войны площадь была сильно разрушена. В начале 50-х годов часть зданий была разобрана при перепланировки центральной части города.
Площадь утратила значение центральной площади. Новый центр сформировался южнее, по линии проспекта Независимости.

## Ансамбль
На площади стоит городская ратуша, восстановленная в 2004 году в том виде, который имела перед разрушением. Ратуша была построена в 1582 году, затем несколько раз перестраивалась и была снесена в 1857 году. Другая достопримечательность — архикафедральный костёл Пресвятой Девы Марии (начало XVIII века). Поблизости расположены монастырь бернардинцев, Гостиный двор, бывшая усадьба Пшездецких и торговые ряды.